# Neovenatoridae
Neovenatoridae (neovenatoridi) byli zástupci čeledi středně velkých teropodních dinosaurů, žijících v době před asi 130 až 84 miliony let (geol. stupeň barrem až cenoman) na území několika kontinentů.

## Charakteristika
Tuto vývojovou skupinu popsali paleontologové Benson, Carrano a Brusatte v roce 2010, o dva roky později do ní byl začleněn klad Megaraptora. Skupina dostala název podle evropského rodu Neovenator, v současnosti jsou její zástupci objevováni zejména v Jižní Americe (např. rody Gualicho, Aoniraptor nebo Murusraptor). Zřejmě největším známým zástupcem je pak africký Deltadromeus. Neovenatoridi se od ostatních teropodů liší zejména krátkými a širokými lopatkami a perforovanou kostí kyčelní.

## Zástupci
- †Chilantaisaurus
- †Deltadromeus
- †Gualicho
- †Neovenator
- †Siats
- †Ulughbegsaurus?
- †Megaraptora